# Rhythmeen
Rhythmeen je dvanácté studiové album americké blues rockové skupiny ZZ Top, vydané v roce 1996. Album produkovali kytarista Billy Gibbons a manažer Bill Ham.

## Seznam skladeb
| Pořadí | Název                 | Autor                             | Délka |
| ------ | --------------------- | --------------------------------- | ----- |
| 1.     | Rhythmeen             | Billy Gibbons                     | 3:53  |
| 2.     | Bang Bang             | Gibbons                           | 4:28  |
| 3.     | Black Fly             | Gibbons                           | 3:31  |
| 4.     | What's Up with That   | Gibbons, Joe Hardy, Ingram, Rice  | 5:19  |
| 5.     | Vincent Price Blues   | Gibbons, Dusty Hill, Frank Beard  | 6:04  |
| 6.     | Zipper Job            | Gibbons, Hill, Beard              | 4:14  |
| 7.     | Hairdresser           | Gibbons, Hardy                    | 3:48  |
| 8.     | She's Just Killing Me | Gibbons, Hill, Beard              | 4:55  |
| 9.     | My Mind Is Gone       | Gibbons, Hardy, Gary Moon, Wonder | 4:06  |
| 10.    | Loaded                | Gibbons, Hardy                    | 3,:47 |
| 11.    | Pretty Head           | Gibbons, Hill, Beard              | 4:37  |
| 12.    | Hummbucking, Pt. 2    | Gibbons, Hill, Beard              | 5:13  |

## Sestava
- Billy Gibbons – kytara, zpěv
- Dusty Hill – baskytara, klávesy, zpěv
- Frank Beard – bicí, perkuse